# Nantong Zhongnan International Plaza
Nantong Zhongnan International Plaza es un rascacielos de oficinas con 273 metros de altura y 53 plantas situado en Nantong, Jiangsu, China. Fue completado en 2011. Es el edificio más alto de Nantong, el 38.º más alto de China y el 115.º más alto del mundo. La torre tiene forma cuadrangular y está rematada por una corona de cristal y una antena.